# Villette (Meurthe-et-Moselle)
Villette ist eine französische Gemeinde mit 188 Einwohnern (Stand: 1. Januar 2022) im Département Meurthe-et-Moselle in der Region Grand Est (bis 2015 Lothringen). Sie gehört zum Arrondissement Val-de-Briey und ist Mitglied im Gemeindeverband Communauté de communes Terre Lorraine du Longuyonnais. Die Einwohner werden Villettiens und Villettiennes genannt.

## Geografie
Villette liegt etwa 38 Kilometer nordwestlich von Val de Briey und etwa 60 Kilometer nordwestlich von Metz am Chiers, der die Gemeinde im Westen begrenzt. Nachbargemeinden von Villette sind Charency-Vezin im Westen und Norden, Longuyon im Norden und Osten sowie Colmey im Süden.
Im Gemeindegebiet liegt der Flugplatz Longuyon-Villette.

## Bevölkerungsentwicklung
| Jahr                       | 1962 | 1968 | 1975 | 1982 | 1990 | 1999 | 2006 | 2019 |
| Einwohner                  | 196  | 185  | 172  | 188  | 188  | 212  | 205  | 183  |
| Quellen: Cassini und INSEE |      |      |      |      |      |      |      |      |

## Sehenswürdigkeiten
- Pfarrkirche Saint-Symphorien, im 18. Jahrhundert neu errichtet. Sie birgt zahlreiche Ausstattungsgegenstände, die in der Base Palissy gelistet sind, darunter eine große Anzahl, die als Monument historique der beweglichen Objekte klassifiziert oder eingeschrieben sind.
- Burg Villette, ursprünglich aus dem Hochmittelalter, im 18. Jahrhundert umgestaltet, im Zuge der Kämpfe im Jahre 1940 beschädigt
- Französischer Soldatenfriedhof

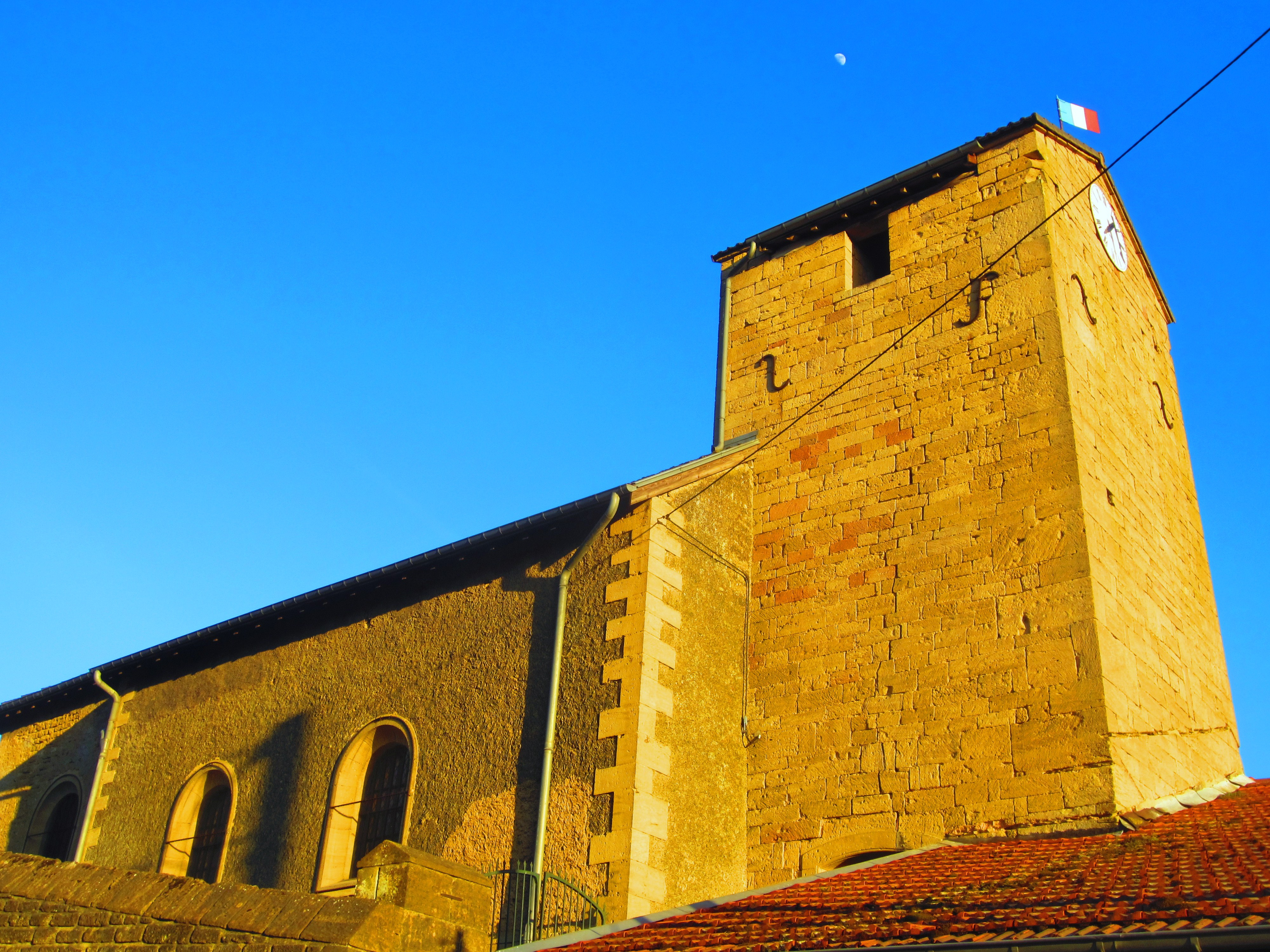
Pfarrkirche Saint-Symphorien
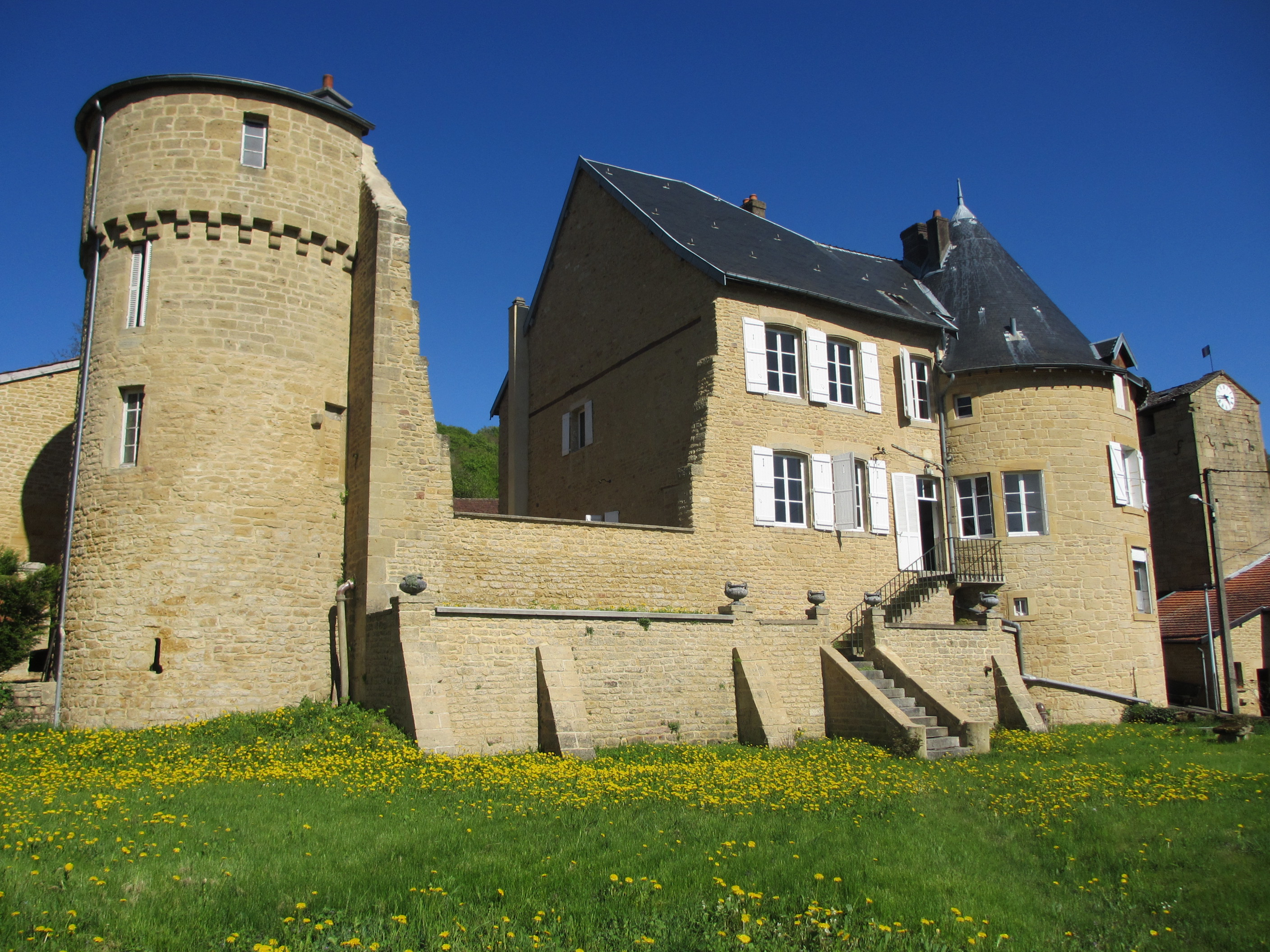
Burg Villette